# Palausybra chibi
Palausybra chibi är en skalbaggsart som beskrevs av Hayashi 1974. Palausybra chibi ingår i släktet Palausybra och familjen långhorningar.
Artens utbredningsområde är Taiwan. Inga underarter finns listade i Catalogue of Life.